# Transports en Maine-et-Loire
Le réseau de transport du département français de Maine-et-Loire est en grande partie organisé autour de sa préfecture et agglomération principale, Angers. L'axe de communication majeur formé par la vallée de la Loire tend à être supplanté à l'est d'Angers depuis le XXe siècle par un axe vers Le Mans et Paris, qui raccourcit de quelques dizaines de kilomètres le trajet entre l'Île-de-France et la basse Loire par rapport à l'itinéraire par Orléans et Tours.

## Transport routier

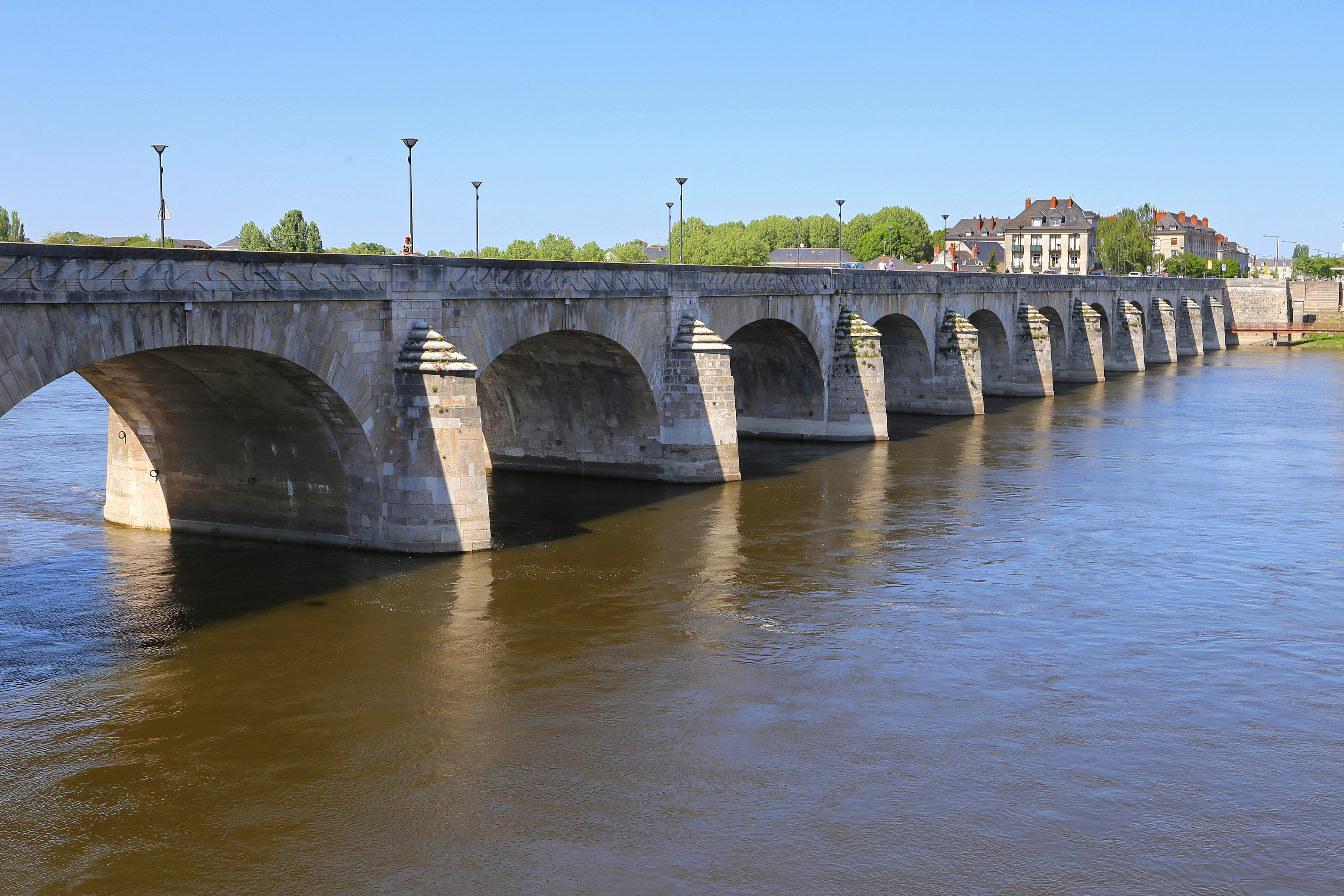
Le pont Cessart sur la Loire à Saumur.

### Infrastructures routières
L'axe principal du département est formé par l'autoroute A11, construite dans les années 1980, qui relie Paris et Le Mans à Nantes en desservant notamment l'agglomération d'Angers. Jusqu'en 2008, l'A11 s'interrompait au niveau d'Angers, qui était traversée par une voie rapide passant en pleine ville sur les berges de Maine ; le contournement Nord d'Angers permet aujourd'hui aux flux routiers de transit d'éviter le centre-ville. L'autoroute A85 et l'autoroute A87, ouvertes entre 1997 et 2003 et moins fréquentées, relient Angers respectivement à Saumur, Tours et le sud-est de la France, et à Cholet et la Vendée.
Au sud-ouest du département, la route nationale 249 relie à 2x2 voies Nantes à Bressuire, en desservant Cholet ; le prolongement de la voie rapide jusqu'à Poitiers est projeté. La route départementale 775, qui relie Angers à Segré et Rennes, et la route départementale 761 qui relie Angers à Doué-la-Fontaine et Poitiers, sont partiellement aménagées en 2x2 voies.
Parmi les autres axes principaux, on peut citer la route départementale 160, la route départementale 323 et la route départementale 723 qui formaient les axes principaux entre Angers et Cholet, Le Mans et Nantes avant la construction d'autoroutes sur les mêmes axes, la route nationale 162 vers Laval, la route départementale 960 entre Cholet et Saumur et la route départementale 752 qui unit Varades à Cholet.

### Transport collectif de voyageurs
Le Maine-et-Loire est desservi par le réseau régional de transport routier Aléop, qui exploite 33 lignes dans le département. Angers possède une gare routière à proximité de sa gare ferroviaire.

### Covoiturage et autopartage
La région Pays de la Loire subventionne le covoiturage domicile-travail réalisé via des applications en ligne.

## Transport ferroviaire

### Historique

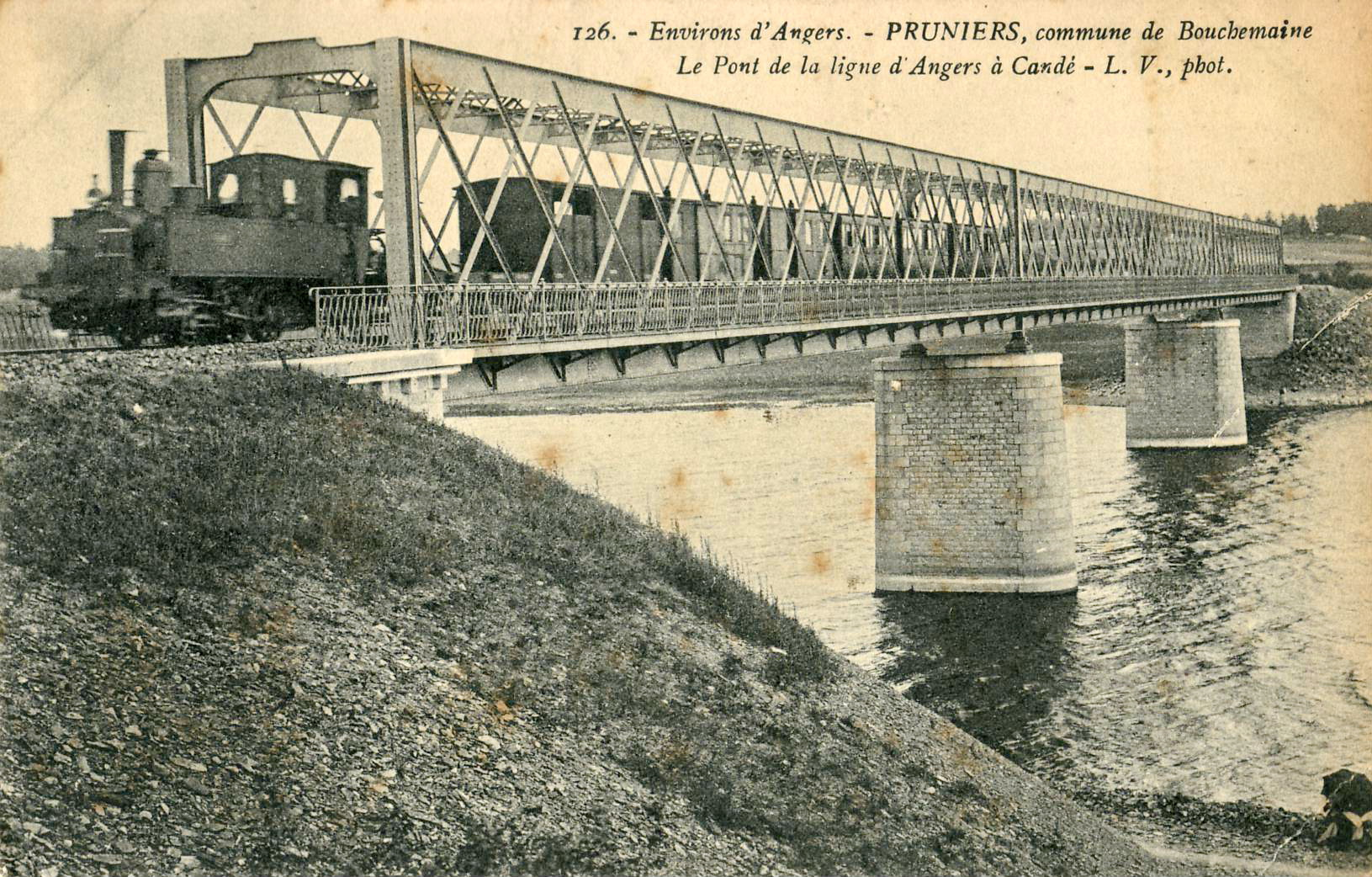
Le pont de Pruniers sur le réseau du Petit Anjou, au début du XXe siècle.

La première ligne de chemin de fer du département est la ligne de Tours à Saint-Nazaire, ouverte en 1848 jusqu'à Saumur, en 1849 jusqu'à Angers et en 1851 jusqu'à Nantes. Jusqu'à la création de la SNCF en 1938, l'axe principal entre Paris et Nantes, exploité par la Compagnie du chemin de fer de Paris à Orléans, était celui passant par Orléans et Tours. Cette ligne du P.O. s'est retrouvée enclavée entre les réseaux de la Compagnie des chemins de fer de l'Ouest au nord et de l'Administration des chemins de fer de l'État au sud lorsque ces derniers se sont développés dans la deuxième moitié du XIXe siècle. À la fin du siècle, le réseau d'intérêt général exploité par ces compagnies atteignait notamment Baugé, Cholet, Doué-la-Fontaine et Segré. L'Administration des chemins de fer de l'État met bout à bout plusieurs petites lignes et les équipe pour constituer la ligne de Chartres à Bordeaux-Saint-Jean, alternative à la ligne du Paris-Orléans entre Paris et le Bordelais passant notamment par Saumur, mais cette ligne sera progressivement démantelée après la création de la SNCF.
Le Maine-et-Loire a également été desservi à partir de 1893 par le réseau de chemins de fer d’intérêt local du « Petit Anjou ». Ce réseau a totalement disparu en 1948.
Les lignes de Tours à Saint-Nazaire et du Mans à Angers sont électrifiées en 25 kV – 50 Hz en 1983. Depuis 1989, le TGV relie le Maine-et-Loire à Paris.
Quelques gares désaffectées : Gare d'Angers-Saint-Serge, Gare de La Pointe - Bouchemaine, Gare de Saint-Clément-des-Levées, Gare de Saint-Georges-sur-Loire, Gare de Saint-Martin-de-la-Place, Gare de Varennes-sur-Loire.
|                                             |
| Le réseau ferroviaire à son apogée en 1930. |

|                                     |
| Le réseau ferroviaire de nos jours. |

|                                                    |
| Carte animée de l’évolution du réseau ferroviaire. |

### Situation actuelle

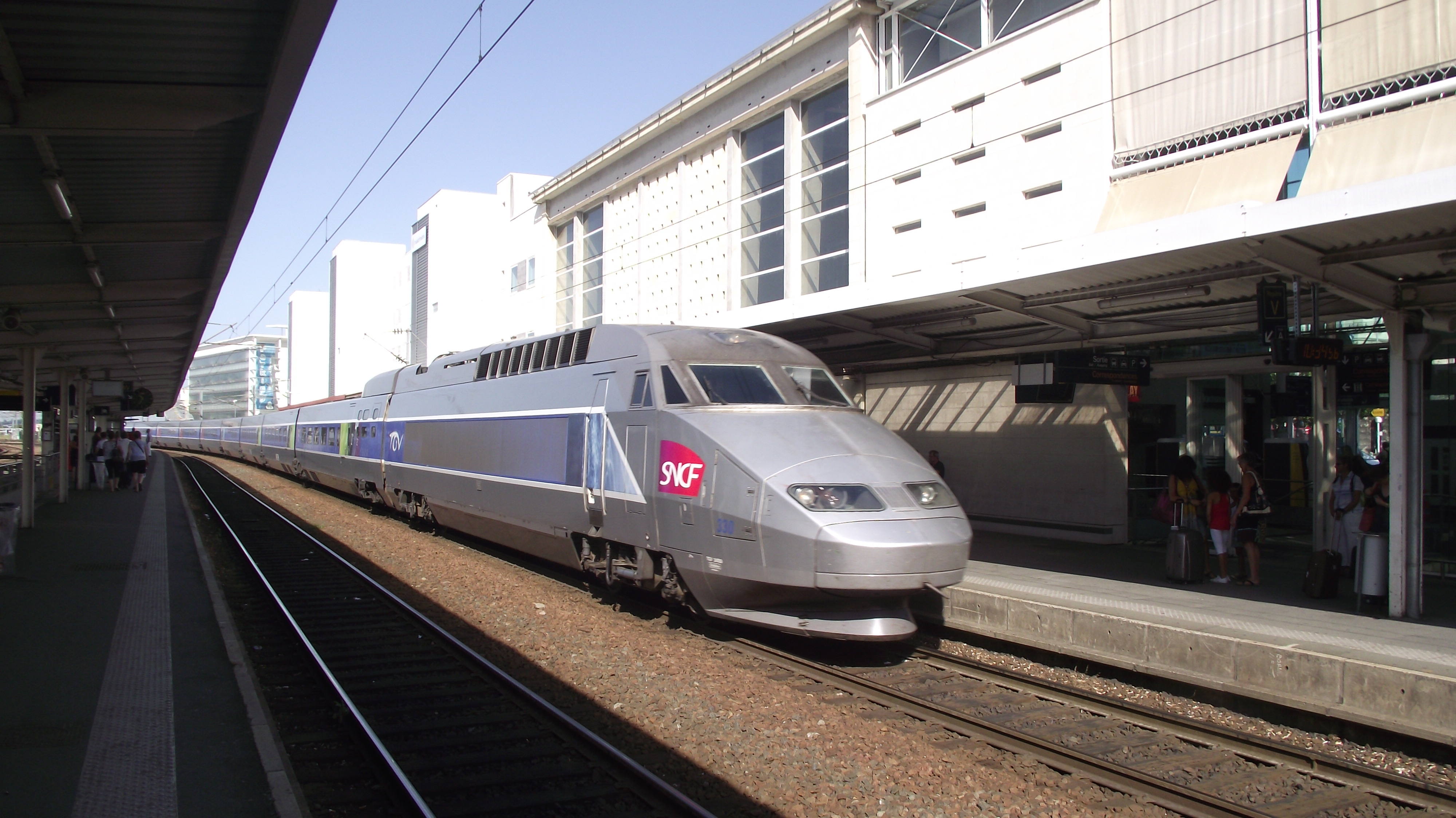
Un TGV en gare d'Angers-Saint-Laud.

La gare d'Angers Saint-Laud, desservie par la plupart des TGV et Ouigo circulant entre Paris-Montparnasse et Nantes et reliée par des trains directs à Lille, Strasbourg, Lyon, Marseille ou encore Montpellier, est la principale gare de voyageurs du département, avec 5 740 000 voyaageurs en 2019. Les gares de Saumur et Cholet sont beaucoup moins importantes, avec une fréquentation annuelle respective de 722 000 et 500 000 voyageurs en 2019. Les autres gares et haltes ferroviaires du département sont, en ordre alphabétique, Angers-Maître-École, Chalonnes-sur-Loire, Champtocé-sur-Loire, Chemillé, Écouflant, Étriché - Châteauneuf, Ingrandes-sur-Loire, La Bohalle, La Ménitré, La Possonnière, Le Vieux-Briollay, Les Rosiers-sur-Loire, Montreuil-Bellay, Morannes, Saint-Mathurin, Savennières - Béhuard, Tiercé, Torfou - Le Longeron - Tiffauges et Trélazé : ces gares sont desservies par le réseau régional Aléop (TER Pays de la Loire).
Les principales lignes ferroviaires traversant le département sont la ligne de Tours à Saint-Nazaire et la ligne du Mans à Angers-Maître-École, électrifiées et à double voie. Entre Angers et Nantes, la ligne de Tours à Saint-Nazaire est proche de la saturation en raison de l'intense trafic de trains à grande vitesse, de TER semi-directs et omnibus et occasionnellement de fret. En revanche, cette ligne est nettement moins fréquentée entre Tours et Angers, la majorité du trafic entre Paris et la basse Loire arrivant aujourd'hui par la ligne du Mans à Angers-Maître-École.
Aux côtés de ces axes principaux, trois lignes secondaires à voie unique desservent le département. La ligne de La Possonnière à Niort (fermée entre Cholet et Niort) et la ligne de Clisson à Cholet  relient la gare de Cholet respectivement à Angers et Nantes. La ligne de Chartres à Bordeaux-Saint-Jean n'est plus que l'ombre d'elle-même : si elle est encore parcourue par quelques TER entre Saumur et Thouars (section qui a même été électrifiée en raison de son important trafic de fret), elle n’accueille plus de rares trains que sur quelques kilomètres au nord de Saumur.

## Transport fluvial
La Mayenne, l'Oudon, la Sarthe et le Maine sont navigables, mais en pratique, le trafic fluvial est aujourd'hui très faible sur ces voies d'eau accessibles seulement à la navigation de plaisance (classe 0 CEMT). La Loire a un gabarit un peu plus important en aval de Bouchemaine (classe II), mais l'absence de liaison avec d'autres bassins fluviaux ne lui permet pas d'avoir un trafic important.

## Transport aérien
L'aéroport d'Angers-Loire n'accueille plus aucune ligne aérienne régulière. L'aéroport le plus proche est l'aéroport de Nantes-Atlantique.
Le département compte en outre plusieurs aérodromes à Châteaubriant - Pouancé, Cholet - Le Pontreau et Saumur - Saint-Florent.

## Transports en commun urbains et périurbains

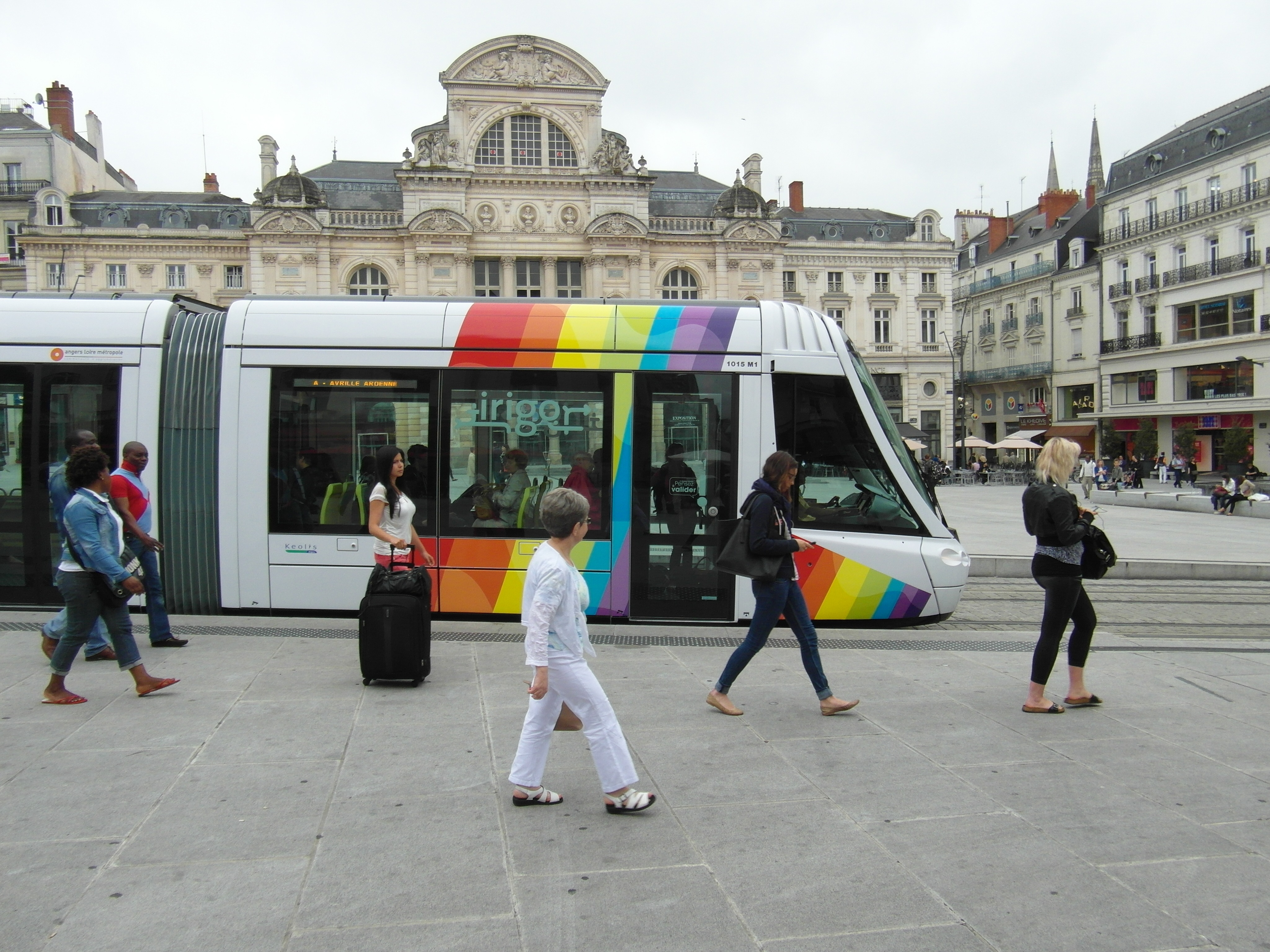
Une rame du tramway d'Angers.

Angers Loire Métropole, l'Agglomération du Choletais, la Communauté d'agglomération Saumur Val de Loire et Mauges Communauté sont autorités organisatrices de la mobilité sur leur territoire et organisent des services de transport dans leur ressort territorial.
Les transports en commun angevins (réseau Irigo) se composent de 29 lignes de bus et d'un réseau de tramway constitué de trois lignes depuis 2023. L'ancien tramway d’Angers roulait déjà dans les rues de la ville entre 1896 et 1949.
Les agglomérations de Saumur (qui avait également connu un petit réseau de tramway de 1894 à 1929) et Cholet assurent un service de bus à la fois urbain et rural sur leurs vastes territoires. Le réseau de Mauges Communauté, en revanche, est restreint et s'appuie essentiellement sur les lignes routières régionales Aléop.

## Modes doux
L'itinéraire très fréquenté de La Loire à vélo, l'EuroVelo 6 ainsi que plusieurs voies vertes, véloroutes et sentiers de grande randonnée traversent le département.
La ville d'Angers a mis en place un système de vélopartage baptisé VéloCité.